# Edmund Adamkiewicz
Edmund Adamkiewicz (ur. 21 kwietnia 1920 w Hamburgu, zm. 4 kwietnia 1991) – niemiecki piłkarz polskiego pochodzenia. Grał na pozycji napastnika.